# Skarżyn (Biała Piska)
Skarżyn (bis 2005: Skarzyn, deutsch Skarzinnen, 1938 bis 1945 Richtenberg (Ostpr.)) ist ein Dorf in der polnischen Woiwodschaft Ermland-Masuren, das zur Gmina Biała Piska (Stadt- und Landgemeinde Bialla, 1938 bis 1945 Gehlenburg) im Powiat Piski (Kreis Johannisburg) gehört.

## Geographische Lage
Skarżyn liegt im südlichen Osten der Woiwodschaft Ermland-Masuren, 28 Kilometer östlich der Kreisstadt Pisz (deutsch Johannisburg).

## Geschichte
Das um 1538 Scarzinnen, um 1540 Skarzino, nach 1818 Skardszinnen, nach 1871 Skarzynnen und bis 1938 Skarzinnen genannte Dorf wurde 1452 durch den Deutschen Ritterorden als Freigut mit 45 Hufen nach magdeburgischem Recht gegründet.
Im Jahr 1874 wurde das Dorf in den Amtsbezirk Groß Rogalen (polnisch Rogale Wielkie) eingegliedert, kam vor 1908 aber schon zum Amtsbezirk Belzonzen (1938 in „Amtsbezirk Großdorf (Ostpr.)“ umbenannt), der zum Kreis Johannisburg gehörte.
411 Einwohner waren im Jahr 1910 in Skarzinnen registriert, im Jahre 1933 waren es bereits 443. 
Aufgrund der Bestimmungen des Versailler Vertrags stimmte die Bevölkerung im Abstimmungsgebiet Allenstein, zu dem Skarzinnen gehörte, am 11. Juli 1920 über die weitere staatliche Zugehörigkeit zu Ostpreußen (und damit zu Deutschland) oder den Anschluss an Polen ab. In Skarzinnen stimmten 280 Einwohner für den Verbleib bei Ostpreußen, auf Polen entfielen keine Stimmen.
Am 3. Juni 1938 wurde Skarzinnen aus politisch-ideologischen Gründen der Abwehr fremdländisch klingender Ortsnamen in „Richtenberg (Ostpr.)“ umbenannt. Die Einwohnerzahl belief sich 1939 auf 380.
1945 kam in Kriegsfolge das gesamte südliche Ostpreußen zu Polen. Davon betroffen war auch Richtenberg, das damals die polnische Namensform „Skarzyn“ und ab 2005 „Skarżyn“ erhielt. Heute ist das Dorf Sitz eines Schulzenamtes (polnisch Sołectwo) und somit eine Ortschaft im Verbund der Stadt- und Landgemeinde Biała Piska (Bialla, 1938 bis 1945 Gehlenburg) im Powiat Piski (Kreis Johannisburg), bis 1998 der Woiwodschaft Suwałki, seither der Woiwodschaft Ermland-Masuren zugehörig. Die Einwohnerzahl Skarżyns belief sich 2011 auf 140.

## Religionen

### Kirchengebäude
Die einst evangelische Kirche in Skarzinnen entstand in den Jahren 1927 bis 1929 und wurde am 15. November 1929 eingeweiht. Es handelt sich um einen schlicht gehaltenen Feldsteinbau mit aufgesetztem und an den Giebel angeschlossenen Holzturm. Seit 1945 wird sie als römisch-katholisches Gotteshaus genutzt und trägt den Namen „Christkönigskirche“ (polnisch Kościół Chrystusa Króla).

### Kirchengemeinde

#### Evangelisch
In Skarzinnen wurde im Jahre 1902 und in Umpfarrung einiger Orte aus den Kirchen Bialla und Groß Rosinsko eine eigene evangelische Kirchengemeinde gegründet. Im Jahre 1925 zählte das Kirchspiel Skarzinnen 2.000 Gemeindeglieder. Es war in den Kirchenkreis Johannisburg in der Kirchenprovinz Ostpreußen der Kirche der Altpreußischen Union eingegliedert.
Flucht und Vertreibung der einheimischen Bevölkerung brachten 1945 das kirchliche Leben zum Erliegen. Heute leben nur wenige evangelische Einwohner hier. Sie halten sich zur Kirchengemeinde in Biała Piska, einer Filialgemeinde der Pfarrei Pisz in der Diözese Masuren der Evangelisch-Augsburgischen Kirche in Polen.

#### Römisch-katholisch
Vor 1945 lebten nur sehr wenige Katholiken in der Gegend um Skarzinnen resp. Richtenberg. Sie waren in die katholische Kirche in Johannisburg im Dekanat Masuren II (mit Sitz in Johannisburg) im Bistum Ermland eingepfarrt.
Nach 1945 siedelten sich in Skarżyn zahlreiche polnische Neubürger an, fast ausnahmslos katholischer Konfession. Sie übernahmen das bisher evangelische Gotteshaus als Pfarrkirche, zu der ab 1958 auch eine eigene Pfarrgemeinde gehörte. Sie ist in das Dekanat Biała Piska im Bistum Ełk der Römisch-katholischen Kirche in Polen einbezogen. Zugehörig ist die Filialkirche in Świdry (Schwiddern).

## Schule
Skarzinnen wurde 1889 ein Schulort.

## Verkehr
Skarżyn liegt am Schnittpunkt zweier Nebenstraßen, die den Ort mit Biała Piska (Bialla, 1938 bis 1945 Gehlenburg), Prostki (Prostken) und Drygały (Drygallen, 1938 bis 1945 Drigelsdorf) und den Landesstraßen 58 und 65 sowie der Woiwodschaftsstraße 667 verbinden. 